# كلاتة بازرغان (باقران)
كلاتة بازرغان (بالفارسية: کلاته بازرگان) هي مستوطنة تقع في إيران في قسم باقران الريفي.